# Haemohormidium rubrimarensis
Haemohormidium rubrimarensis is een soort in de taxonomische indeling van de Myzozoa, een stam van microscopische parasitaire dieren. Het organisme komt uit het geslacht Haemohormidium en behoort tot de familie Haemohormidiidae. Haemohormidium rubrimarensis werd in 1969 ontdekt door Laird & Bullock.